# Strada europea E73
La E73 è una strada europea che collega Budapest a Metković. Come si evince dalla numerazione, si tratta di una strada intermedia con direzione nord-sud.

## Percorso
La E73 è definita con i seguenti capisaldi di itinerario: "Budapest - Szekszárd - Mohács - Beli Manastir - Osijek - Đakovo - Šamac - Zenica - Mostar - Metković".